# Leonid Ivanovič Kubbel'
Karl Artur Leonid Ivanovič Kubbel' (in russo Карл Артур Леонид Иванович Куббель?; San Pietroburgo, 1891 – Leningrado, 18 aprile 1942) è stato uno scacchista e compositore di scacchi russo, dal 1922 sovietico.
Nato a San Pietroburgo nel dicembre 1891 (verso la fine del mese, la data esatta non è conosciuta), morì nella stessa città, che allora si chiamava Leningrado (dal 1991 si chiama ancora San Pietroburgo), nell'aprile del 1942 in seguito alle privazioni subite durante l'assedio nazista.
Leonid Kubbel è unanimemente riconosciuto come uno tra i più grandi compositori di studi di tutti i tempi. Compose oltre 500 studi di notevole bellezza, profondità e originalità. Ottenne numerosissime premiazioni, tra cui 17 primi premi. Compose anche qualche decina di problemi.  Era laureato in ingegneria chimica.
Anche i suoi fratelli Ardid ed Evgenji erano giocatori di scacchi. Ardid Kubbel era un fortissimo Maestro di scacchi (partecipò ai primi quattro Campionati Sovietici), mentre Evgenji era anch'egli compositore di studi. Evgenji morì come Leonid nel 1942 durante l'assedio di Leningrado.

## Tre sue composizioni
Il primo diagramma in basso è un suo famoso studio, considerato uno dei suoi massimi capolavori. Il pedone nero in a3 sembra inarrestabile, e dopo la promozione a donna, in assenza di controgioco, il Nero vincerebbe facilmente. Il Bianco ha però a disposizione una manovra molto sottile con la quale non solo riesce ad evitare la sconfitta, ma riesce addirittura a vincere, dando scacco matto al re avversario.
|   | a | b | c | d | e | f | g | h |   |
| 8 | b8 cavallo del bianco · a6 re del bianco · d5 re del nero · d4 pedone del nero · h4 alfiere del bianco · a3 pedone del nero · c2 pedone del bianco · d2 pedone del bianco | b8 cavallo del bianco · a6 re del bianco · d5 re del nero · d4 pedone del nero · h4 alfiere del bianco · a3 pedone del nero · c2 pedone del bianco · d2 pedone del bianco | b8 cavallo del bianco · a6 re del bianco · d5 re del nero · d4 pedone del nero · h4 alfiere del bianco · a3 pedone del nero · c2 pedone del bianco · d2 pedone del bianco | b8 cavallo del bianco · a6 re del bianco · d5 re del nero · d4 pedone del nero · h4 alfiere del bianco · a3 pedone del nero · c2 pedone del bianco · d2 pedone del bianco | b8 cavallo del bianco · a6 re del bianco · d5 re del nero · d4 pedone del nero · h4 alfiere del bianco · a3 pedone del nero · c2 pedone del bianco · d2 pedone del bianco | b8 cavallo del bianco · a6 re del bianco · d5 re del nero · d4 pedone del nero · h4 alfiere del bianco · a3 pedone del nero · c2 pedone del bianco · d2 pedone del bianco | b8 cavallo del bianco · a6 re del bianco · d5 re del nero · d4 pedone del nero · h4 alfiere del bianco · a3 pedone del nero · c2 pedone del bianco · d2 pedone del bianco | b8 cavallo del bianco · a6 re del bianco · d5 re del nero · d4 pedone del nero · h4 alfiere del bianco · a3 pedone del nero · c2 pedone del bianco · d2 pedone del bianco | 8 |
| 7 | b8 cavallo del bianco · a6 re del bianco · d5 re del nero · d4 pedone del nero · h4 alfiere del bianco · a3 pedone del nero · c2 pedone del bianco · d2 pedone del bianco | b8 cavallo del bianco · a6 re del bianco · d5 re del nero · d4 pedone del nero · h4 alfiere del bianco · a3 pedone del nero · c2 pedone del bianco · d2 pedone del bianco | b8 cavallo del bianco · a6 re del bianco · d5 re del nero · d4 pedone del nero · h4 alfiere del bianco · a3 pedone del nero · c2 pedone del bianco · d2 pedone del bianco | b8 cavallo del bianco · a6 re del bianco · d5 re del nero · d4 pedone del nero · h4 alfiere del bianco · a3 pedone del nero · c2 pedone del bianco · d2 pedone del bianco | b8 cavallo del bianco · a6 re del bianco · d5 re del nero · d4 pedone del nero · h4 alfiere del bianco · a3 pedone del nero · c2 pedone del bianco · d2 pedone del bianco | b8 cavallo del bianco · a6 re del bianco · d5 re del nero · d4 pedone del nero · h4 alfiere del bianco · a3 pedone del nero · c2 pedone del bianco · d2 pedone del bianco | b8 cavallo del bianco · a6 re del bianco · d5 re del nero · d4 pedone del nero · h4 alfiere del bianco · a3 pedone del nero · c2 pedone del bianco · d2 pedone del bianco | b8 cavallo del bianco · a6 re del bianco · d5 re del nero · d4 pedone del nero · h4 alfiere del bianco · a3 pedone del nero · c2 pedone del bianco · d2 pedone del bianco | 7 |
| 6 | b8 cavallo del bianco · a6 re del bianco · d5 re del nero · d4 pedone del nero · h4 alfiere del bianco · a3 pedone del nero · c2 pedone del bianco · d2 pedone del bianco | b8 cavallo del bianco · a6 re del bianco · d5 re del nero · d4 pedone del nero · h4 alfiere del bianco · a3 pedone del nero · c2 pedone del bianco · d2 pedone del bianco | b8 cavallo del bianco · a6 re del bianco · d5 re del nero · d4 pedone del nero · h4 alfiere del bianco · a3 pedone del nero · c2 pedone del bianco · d2 pedone del bianco | b8 cavallo del bianco · a6 re del bianco · d5 re del nero · d4 pedone del nero · h4 alfiere del bianco · a3 pedone del nero · c2 pedone del bianco · d2 pedone del bianco | b8 cavallo del bianco · a6 re del bianco · d5 re del nero · d4 pedone del nero · h4 alfiere del bianco · a3 pedone del nero · c2 pedone del bianco · d2 pedone del bianco | b8 cavallo del bianco · a6 re del bianco · d5 re del nero · d4 pedone del nero · h4 alfiere del bianco · a3 pedone del nero · c2 pedone del bianco · d2 pedone del bianco | b8 cavallo del bianco · a6 re del bianco · d5 re del nero · d4 pedone del nero · h4 alfiere del bianco · a3 pedone del nero · c2 pedone del bianco · d2 pedone del bianco | b8 cavallo del bianco · a6 re del bianco · d5 re del nero · d4 pedone del nero · h4 alfiere del bianco · a3 pedone del nero · c2 pedone del bianco · d2 pedone del bianco | 6 |
| 5 | b8 cavallo del bianco · a6 re del bianco · d5 re del nero · d4 pedone del nero · h4 alfiere del bianco · a3 pedone del nero · c2 pedone del bianco · d2 pedone del bianco | b8 cavallo del bianco · a6 re del bianco · d5 re del nero · d4 pedone del nero · h4 alfiere del bianco · a3 pedone del nero · c2 pedone del bianco · d2 pedone del bianco | b8 cavallo del bianco · a6 re del bianco · d5 re del nero · d4 pedone del nero · h4 alfiere del bianco · a3 pedone del nero · c2 pedone del bianco · d2 pedone del bianco | b8 cavallo del bianco · a6 re del bianco · d5 re del nero · d4 pedone del nero · h4 alfiere del bianco · a3 pedone del nero · c2 pedone del bianco · d2 pedone del bianco | b8 cavallo del bianco · a6 re del bianco · d5 re del nero · d4 pedone del nero · h4 alfiere del bianco · a3 pedone del nero · c2 pedone del bianco · d2 pedone del bianco | b8 cavallo del bianco · a6 re del bianco · d5 re del nero · d4 pedone del nero · h4 alfiere del bianco · a3 pedone del nero · c2 pedone del bianco · d2 pedone del bianco | b8 cavallo del bianco · a6 re del bianco · d5 re del nero · d4 pedone del nero · h4 alfiere del bianco · a3 pedone del nero · c2 pedone del bianco · d2 pedone del bianco | b8 cavallo del bianco · a6 re del bianco · d5 re del nero · d4 pedone del nero · h4 alfiere del bianco · a3 pedone del nero · c2 pedone del bianco · d2 pedone del bianco | 5 |
| 4 | b8 cavallo del bianco · a6 re del bianco · d5 re del nero · d4 pedone del nero · h4 alfiere del bianco · a3 pedone del nero · c2 pedone del bianco · d2 pedone del bianco | b8 cavallo del bianco · a6 re del bianco · d5 re del nero · d4 pedone del nero · h4 alfiere del bianco · a3 pedone del nero · c2 pedone del bianco · d2 pedone del bianco | b8 cavallo del bianco · a6 re del bianco · d5 re del nero · d4 pedone del nero · h4 alfiere del bianco · a3 pedone del nero · c2 pedone del bianco · d2 pedone del bianco | b8 cavallo del bianco · a6 re del bianco · d5 re del nero · d4 pedone del nero · h4 alfiere del bianco · a3 pedone del nero · c2 pedone del bianco · d2 pedone del bianco | b8 cavallo del bianco · a6 re del bianco · d5 re del nero · d4 pedone del nero · h4 alfiere del bianco · a3 pedone del nero · c2 pedone del bianco · d2 pedone del bianco | b8 cavallo del bianco · a6 re del bianco · d5 re del nero · d4 pedone del nero · h4 alfiere del bianco · a3 pedone del nero · c2 pedone del bianco · d2 pedone del bianco | b8 cavallo del bianco · a6 re del bianco · d5 re del nero · d4 pedone del nero · h4 alfiere del bianco · a3 pedone del nero · c2 pedone del bianco · d2 pedone del bianco | b8 cavallo del bianco · a6 re del bianco · d5 re del nero · d4 pedone del nero · h4 alfiere del bianco · a3 pedone del nero · c2 pedone del bianco · d2 pedone del bianco | 4 |
| 3 | b8 cavallo del bianco · a6 re del bianco · d5 re del nero · d4 pedone del nero · h4 alfiere del bianco · a3 pedone del nero · c2 pedone del bianco · d2 pedone del bianco | b8 cavallo del bianco · a6 re del bianco · d5 re del nero · d4 pedone del nero · h4 alfiere del bianco · a3 pedone del nero · c2 pedone del bianco · d2 pedone del bianco | b8 cavallo del bianco · a6 re del bianco · d5 re del nero · d4 pedone del nero · h4 alfiere del bianco · a3 pedone del nero · c2 pedone del bianco · d2 pedone del bianco | b8 cavallo del bianco · a6 re del bianco · d5 re del nero · d4 pedone del nero · h4 alfiere del bianco · a3 pedone del nero · c2 pedone del bianco · d2 pedone del bianco | b8 cavallo del bianco · a6 re del bianco · d5 re del nero · d4 pedone del nero · h4 alfiere del bianco · a3 pedone del nero · c2 pedone del bianco · d2 pedone del bianco | b8 cavallo del bianco · a6 re del bianco · d5 re del nero · d4 pedone del nero · h4 alfiere del bianco · a3 pedone del nero · c2 pedone del bianco · d2 pedone del bianco | b8 cavallo del bianco · a6 re del bianco · d5 re del nero · d4 pedone del nero · h4 alfiere del bianco · a3 pedone del nero · c2 pedone del bianco · d2 pedone del bianco | b8 cavallo del bianco · a6 re del bianco · d5 re del nero · d4 pedone del nero · h4 alfiere del bianco · a3 pedone del nero · c2 pedone del bianco · d2 pedone del bianco | 3 |
| 2 | b8 cavallo del bianco · a6 re del bianco · d5 re del nero · d4 pedone del nero · h4 alfiere del bianco · a3 pedone del nero · c2 pedone del bianco · d2 pedone del bianco | b8 cavallo del bianco · a6 re del bianco · d5 re del nero · d4 pedone del nero · h4 alfiere del bianco · a3 pedone del nero · c2 pedone del bianco · d2 pedone del bianco | b8 cavallo del bianco · a6 re del bianco · d5 re del nero · d4 pedone del nero · h4 alfiere del bianco · a3 pedone del nero · c2 pedone del bianco · d2 pedone del bianco | b8 cavallo del bianco · a6 re del bianco · d5 re del nero · d4 pedone del nero · h4 alfiere del bianco · a3 pedone del nero · c2 pedone del bianco · d2 pedone del bianco | b8 cavallo del bianco · a6 re del bianco · d5 re del nero · d4 pedone del nero · h4 alfiere del bianco · a3 pedone del nero · c2 pedone del bianco · d2 pedone del bianco | b8 cavallo del bianco · a6 re del bianco · d5 re del nero · d4 pedone del nero · h4 alfiere del bianco · a3 pedone del nero · c2 pedone del bianco · d2 pedone del bianco | b8 cavallo del bianco · a6 re del bianco · d5 re del nero · d4 pedone del nero · h4 alfiere del bianco · a3 pedone del nero · c2 pedone del bianco · d2 pedone del bianco | b8 cavallo del bianco · a6 re del bianco · d5 re del nero · d4 pedone del nero · h4 alfiere del bianco · a3 pedone del nero · c2 pedone del bianco · d2 pedone del bianco | 2 |
| 1 | b8 cavallo del bianco · a6 re del bianco · d5 re del nero · d4 pedone del nero · h4 alfiere del bianco · a3 pedone del nero · c2 pedone del bianco · d2 pedone del bianco | b8 cavallo del bianco · a6 re del bianco · d5 re del nero · d4 pedone del nero · h4 alfiere del bianco · a3 pedone del nero · c2 pedone del bianco · d2 pedone del bianco | b8 cavallo del bianco · a6 re del bianco · d5 re del nero · d4 pedone del nero · h4 alfiere del bianco · a3 pedone del nero · c2 pedone del bianco · d2 pedone del bianco | b8 cavallo del bianco · a6 re del bianco · d5 re del nero · d4 pedone del nero · h4 alfiere del bianco · a3 pedone del nero · c2 pedone del bianco · d2 pedone del bianco | b8 cavallo del bianco · a6 re del bianco · d5 re del nero · d4 pedone del nero · h4 alfiere del bianco · a3 pedone del nero · c2 pedone del bianco · d2 pedone del bianco | b8 cavallo del bianco · a6 re del bianco · d5 re del nero · d4 pedone del nero · h4 alfiere del bianco · a3 pedone del nero · c2 pedone del bianco · d2 pedone del bianco | b8 cavallo del bianco · a6 re del bianco · d5 re del nero · d4 pedone del nero · h4 alfiere del bianco · a3 pedone del nero · c2 pedone del bianco · d2 pedone del bianco | b8 cavallo del bianco · a6 re del bianco · d5 re del nero · d4 pedone del nero · h4 alfiere del bianco · a3 pedone del nero · c2 pedone del bianco · d2 pedone del bianco | 1 |
|   | a | b | c | d | e | f | g | h |   |

|   | a | b | c | d | e | f | g | h |   |
| 8 | g8 cavallo del nero · c6 pedone del nero · h6 pedone del bianco · a3 torre del nero · c3 pedone del nero · g3 re del bianco · a2 alfiere del bianco · e1 alfiere del bianco · g1 re del nero | g8 cavallo del nero · c6 pedone del nero · h6 pedone del bianco · a3 torre del nero · c3 pedone del nero · g3 re del bianco · a2 alfiere del bianco · e1 alfiere del bianco · g1 re del nero | g8 cavallo del nero · c6 pedone del nero · h6 pedone del bianco · a3 torre del nero · c3 pedone del nero · g3 re del bianco · a2 alfiere del bianco · e1 alfiere del bianco · g1 re del nero | g8 cavallo del nero · c6 pedone del nero · h6 pedone del bianco · a3 torre del nero · c3 pedone del nero · g3 re del bianco · a2 alfiere del bianco · e1 alfiere del bianco · g1 re del nero | g8 cavallo del nero · c6 pedone del nero · h6 pedone del bianco · a3 torre del nero · c3 pedone del nero · g3 re del bianco · a2 alfiere del bianco · e1 alfiere del bianco · g1 re del nero | g8 cavallo del nero · c6 pedone del nero · h6 pedone del bianco · a3 torre del nero · c3 pedone del nero · g3 re del bianco · a2 alfiere del bianco · e1 alfiere del bianco · g1 re del nero | g8 cavallo del nero · c6 pedone del nero · h6 pedone del bianco · a3 torre del nero · c3 pedone del nero · g3 re del bianco · a2 alfiere del bianco · e1 alfiere del bianco · g1 re del nero | g8 cavallo del nero · c6 pedone del nero · h6 pedone del bianco · a3 torre del nero · c3 pedone del nero · g3 re del bianco · a2 alfiere del bianco · e1 alfiere del bianco · g1 re del nero | 8 |
| 7 | g8 cavallo del nero · c6 pedone del nero · h6 pedone del bianco · a3 torre del nero · c3 pedone del nero · g3 re del bianco · a2 alfiere del bianco · e1 alfiere del bianco · g1 re del nero | g8 cavallo del nero · c6 pedone del nero · h6 pedone del bianco · a3 torre del nero · c3 pedone del nero · g3 re del bianco · a2 alfiere del bianco · e1 alfiere del bianco · g1 re del nero | g8 cavallo del nero · c6 pedone del nero · h6 pedone del bianco · a3 torre del nero · c3 pedone del nero · g3 re del bianco · a2 alfiere del bianco · e1 alfiere del bianco · g1 re del nero | g8 cavallo del nero · c6 pedone del nero · h6 pedone del bianco · a3 torre del nero · c3 pedone del nero · g3 re del bianco · a2 alfiere del bianco · e1 alfiere del bianco · g1 re del nero | g8 cavallo del nero · c6 pedone del nero · h6 pedone del bianco · a3 torre del nero · c3 pedone del nero · g3 re del bianco · a2 alfiere del bianco · e1 alfiere del bianco · g1 re del nero | g8 cavallo del nero · c6 pedone del nero · h6 pedone del bianco · a3 torre del nero · c3 pedone del nero · g3 re del bianco · a2 alfiere del bianco · e1 alfiere del bianco · g1 re del nero | g8 cavallo del nero · c6 pedone del nero · h6 pedone del bianco · a3 torre del nero · c3 pedone del nero · g3 re del bianco · a2 alfiere del bianco · e1 alfiere del bianco · g1 re del nero | g8 cavallo del nero · c6 pedone del nero · h6 pedone del bianco · a3 torre del nero · c3 pedone del nero · g3 re del bianco · a2 alfiere del bianco · e1 alfiere del bianco · g1 re del nero | 7 |
| 6 | g8 cavallo del nero · c6 pedone del nero · h6 pedone del bianco · a3 torre del nero · c3 pedone del nero · g3 re del bianco · a2 alfiere del bianco · e1 alfiere del bianco · g1 re del nero | g8 cavallo del nero · c6 pedone del nero · h6 pedone del bianco · a3 torre del nero · c3 pedone del nero · g3 re del bianco · a2 alfiere del bianco · e1 alfiere del bianco · g1 re del nero | g8 cavallo del nero · c6 pedone del nero · h6 pedone del bianco · a3 torre del nero · c3 pedone del nero · g3 re del bianco · a2 alfiere del bianco · e1 alfiere del bianco · g1 re del nero | g8 cavallo del nero · c6 pedone del nero · h6 pedone del bianco · a3 torre del nero · c3 pedone del nero · g3 re del bianco · a2 alfiere del bianco · e1 alfiere del bianco · g1 re del nero | g8 cavallo del nero · c6 pedone del nero · h6 pedone del bianco · a3 torre del nero · c3 pedone del nero · g3 re del bianco · a2 alfiere del bianco · e1 alfiere del bianco · g1 re del nero | g8 cavallo del nero · c6 pedone del nero · h6 pedone del bianco · a3 torre del nero · c3 pedone del nero · g3 re del bianco · a2 alfiere del bianco · e1 alfiere del bianco · g1 re del nero | g8 cavallo del nero · c6 pedone del nero · h6 pedone del bianco · a3 torre del nero · c3 pedone del nero · g3 re del bianco · a2 alfiere del bianco · e1 alfiere del bianco · g1 re del nero | g8 cavallo del nero · c6 pedone del nero · h6 pedone del bianco · a3 torre del nero · c3 pedone del nero · g3 re del bianco · a2 alfiere del bianco · e1 alfiere del bianco · g1 re del nero | 6 |
| 5 | g8 cavallo del nero · c6 pedone del nero · h6 pedone del bianco · a3 torre del nero · c3 pedone del nero · g3 re del bianco · a2 alfiere del bianco · e1 alfiere del bianco · g1 re del nero | g8 cavallo del nero · c6 pedone del nero · h6 pedone del bianco · a3 torre del nero · c3 pedone del nero · g3 re del bianco · a2 alfiere del bianco · e1 alfiere del bianco · g1 re del nero | g8 cavallo del nero · c6 pedone del nero · h6 pedone del bianco · a3 torre del nero · c3 pedone del nero · g3 re del bianco · a2 alfiere del bianco · e1 alfiere del bianco · g1 re del nero | g8 cavallo del nero · c6 pedone del nero · h6 pedone del bianco · a3 torre del nero · c3 pedone del nero · g3 re del bianco · a2 alfiere del bianco · e1 alfiere del bianco · g1 re del nero | g8 cavallo del nero · c6 pedone del nero · h6 pedone del bianco · a3 torre del nero · c3 pedone del nero · g3 re del bianco · a2 alfiere del bianco · e1 alfiere del bianco · g1 re del nero | g8 cavallo del nero · c6 pedone del nero · h6 pedone del bianco · a3 torre del nero · c3 pedone del nero · g3 re del bianco · a2 alfiere del bianco · e1 alfiere del bianco · g1 re del nero | g8 cavallo del nero · c6 pedone del nero · h6 pedone del bianco · a3 torre del nero · c3 pedone del nero · g3 re del bianco · a2 alfiere del bianco · e1 alfiere del bianco · g1 re del nero | g8 cavallo del nero · c6 pedone del nero · h6 pedone del bianco · a3 torre del nero · c3 pedone del nero · g3 re del bianco · a2 alfiere del bianco · e1 alfiere del bianco · g1 re del nero | 5 |
| 4 | g8 cavallo del nero · c6 pedone del nero · h6 pedone del bianco · a3 torre del nero · c3 pedone del nero · g3 re del bianco · a2 alfiere del bianco · e1 alfiere del bianco · g1 re del nero | g8 cavallo del nero · c6 pedone del nero · h6 pedone del bianco · a3 torre del nero · c3 pedone del nero · g3 re del bianco · a2 alfiere del bianco · e1 alfiere del bianco · g1 re del nero | g8 cavallo del nero · c6 pedone del nero · h6 pedone del bianco · a3 torre del nero · c3 pedone del nero · g3 re del bianco · a2 alfiere del bianco · e1 alfiere del bianco · g1 re del nero | g8 cavallo del nero · c6 pedone del nero · h6 pedone del bianco · a3 torre del nero · c3 pedone del nero · g3 re del bianco · a2 alfiere del bianco · e1 alfiere del bianco · g1 re del nero | g8 cavallo del nero · c6 pedone del nero · h6 pedone del bianco · a3 torre del nero · c3 pedone del nero · g3 re del bianco · a2 alfiere del bianco · e1 alfiere del bianco · g1 re del nero | g8 cavallo del nero · c6 pedone del nero · h6 pedone del bianco · a3 torre del nero · c3 pedone del nero · g3 re del bianco · a2 alfiere del bianco · e1 alfiere del bianco · g1 re del nero | g8 cavallo del nero · c6 pedone del nero · h6 pedone del bianco · a3 torre del nero · c3 pedone del nero · g3 re del bianco · a2 alfiere del bianco · e1 alfiere del bianco · g1 re del nero | g8 cavallo del nero · c6 pedone del nero · h6 pedone del bianco · a3 torre del nero · c3 pedone del nero · g3 re del bianco · a2 alfiere del bianco · e1 alfiere del bianco · g1 re del nero | 4 |
| 3 | g8 cavallo del nero · c6 pedone del nero · h6 pedone del bianco · a3 torre del nero · c3 pedone del nero · g3 re del bianco · a2 alfiere del bianco · e1 alfiere del bianco · g1 re del nero | g8 cavallo del nero · c6 pedone del nero · h6 pedone del bianco · a3 torre del nero · c3 pedone del nero · g3 re del bianco · a2 alfiere del bianco · e1 alfiere del bianco · g1 re del nero | g8 cavallo del nero · c6 pedone del nero · h6 pedone del bianco · a3 torre del nero · c3 pedone del nero · g3 re del bianco · a2 alfiere del bianco · e1 alfiere del bianco · g1 re del nero | g8 cavallo del nero · c6 pedone del nero · h6 pedone del bianco · a3 torre del nero · c3 pedone del nero · g3 re del bianco · a2 alfiere del bianco · e1 alfiere del bianco · g1 re del nero | g8 cavallo del nero · c6 pedone del nero · h6 pedone del bianco · a3 torre del nero · c3 pedone del nero · g3 re del bianco · a2 alfiere del bianco · e1 alfiere del bianco · g1 re del nero | g8 cavallo del nero · c6 pedone del nero · h6 pedone del bianco · a3 torre del nero · c3 pedone del nero · g3 re del bianco · a2 alfiere del bianco · e1 alfiere del bianco · g1 re del nero | g8 cavallo del nero · c6 pedone del nero · h6 pedone del bianco · a3 torre del nero · c3 pedone del nero · g3 re del bianco · a2 alfiere del bianco · e1 alfiere del bianco · g1 re del nero | g8 cavallo del nero · c6 pedone del nero · h6 pedone del bianco · a3 torre del nero · c3 pedone del nero · g3 re del bianco · a2 alfiere del bianco · e1 alfiere del bianco · g1 re del nero | 3 |
| 2 | g8 cavallo del nero · c6 pedone del nero · h6 pedone del bianco · a3 torre del nero · c3 pedone del nero · g3 re del bianco · a2 alfiere del bianco · e1 alfiere del bianco · g1 re del nero | g8 cavallo del nero · c6 pedone del nero · h6 pedone del bianco · a3 torre del nero · c3 pedone del nero · g3 re del bianco · a2 alfiere del bianco · e1 alfiere del bianco · g1 re del nero | g8 cavallo del nero · c6 pedone del nero · h6 pedone del bianco · a3 torre del nero · c3 pedone del nero · g3 re del bianco · a2 alfiere del bianco · e1 alfiere del bianco · g1 re del nero | g8 cavallo del nero · c6 pedone del nero · h6 pedone del bianco · a3 torre del nero · c3 pedone del nero · g3 re del bianco · a2 alfiere del bianco · e1 alfiere del bianco · g1 re del nero | g8 cavallo del nero · c6 pedone del nero · h6 pedone del bianco · a3 torre del nero · c3 pedone del nero · g3 re del bianco · a2 alfiere del bianco · e1 alfiere del bianco · g1 re del nero | g8 cavallo del nero · c6 pedone del nero · h6 pedone del bianco · a3 torre del nero · c3 pedone del nero · g3 re del bianco · a2 alfiere del bianco · e1 alfiere del bianco · g1 re del nero | g8 cavallo del nero · c6 pedone del nero · h6 pedone del bianco · a3 torre del nero · c3 pedone del nero · g3 re del bianco · a2 alfiere del bianco · e1 alfiere del bianco · g1 re del nero | g8 cavallo del nero · c6 pedone del nero · h6 pedone del bianco · a3 torre del nero · c3 pedone del nero · g3 re del bianco · a2 alfiere del bianco · e1 alfiere del bianco · g1 re del nero | 2 |
| 1 | g8 cavallo del nero · c6 pedone del nero · h6 pedone del bianco · a3 torre del nero · c3 pedone del nero · g3 re del bianco · a2 alfiere del bianco · e1 alfiere del bianco · g1 re del nero | g8 cavallo del nero · c6 pedone del nero · h6 pedone del bianco · a3 torre del nero · c3 pedone del nero · g3 re del bianco · a2 alfiere del bianco · e1 alfiere del bianco · g1 re del nero | g8 cavallo del nero · c6 pedone del nero · h6 pedone del bianco · a3 torre del nero · c3 pedone del nero · g3 re del bianco · a2 alfiere del bianco · e1 alfiere del bianco · g1 re del nero | g8 cavallo del nero · c6 pedone del nero · h6 pedone del bianco · a3 torre del nero · c3 pedone del nero · g3 re del bianco · a2 alfiere del bianco · e1 alfiere del bianco · g1 re del nero | g8 cavallo del nero · c6 pedone del nero · h6 pedone del bianco · a3 torre del nero · c3 pedone del nero · g3 re del bianco · a2 alfiere del bianco · e1 alfiere del bianco · g1 re del nero | g8 cavallo del nero · c6 pedone del nero · h6 pedone del bianco · a3 torre del nero · c3 pedone del nero · g3 re del bianco · a2 alfiere del bianco · e1 alfiere del bianco · g1 re del nero | g8 cavallo del nero · c6 pedone del nero · h6 pedone del bianco · a3 torre del nero · c3 pedone del nero · g3 re del bianco · a2 alfiere del bianco · e1 alfiere del bianco · g1 re del nero | g8 cavallo del nero · c6 pedone del nero · h6 pedone del bianco · a3 torre del nero · c3 pedone del nero · g3 re del bianco · a2 alfiere del bianco · e1 alfiere del bianco · g1 re del nero | 1 |
|   | a | b | c | d | e | f | g | h |   |

|   | a | b | c | d | e | f | g | h |   |
| 8 | b8 re del bianco · b7 cavallo del nero · f7 pedone del nero · a6 pedone del nero · c6 donna del bianco · d6 pedone del bianco · h6 cavallo del bianco · a5 pedone del nero · e5 re del nero · f5 pedone del bianco · g5 alfiere del bianco · d4 pedone del nero · h4 pedone del bianco · b3 cavallo del bianco · g3 alfiere del nero · h3 pedone del bianco · c2 pedone del bianco · d2 pedone del bianco · e2 pedone del bianco · g2 torre del nero · d1 donna del nero | b8 re del bianco · b7 cavallo del nero · f7 pedone del nero · a6 pedone del nero · c6 donna del bianco · d6 pedone del bianco · h6 cavallo del bianco · a5 pedone del nero · e5 re del nero · f5 pedone del bianco · g5 alfiere del bianco · d4 pedone del nero · h4 pedone del bianco · b3 cavallo del bianco · g3 alfiere del nero · h3 pedone del bianco · c2 pedone del bianco · d2 pedone del bianco · e2 pedone del bianco · g2 torre del nero · d1 donna del nero | b8 re del bianco · b7 cavallo del nero · f7 pedone del nero · a6 pedone del nero · c6 donna del bianco · d6 pedone del bianco · h6 cavallo del bianco · a5 pedone del nero · e5 re del nero · f5 pedone del bianco · g5 alfiere del bianco · d4 pedone del nero · h4 pedone del bianco · b3 cavallo del bianco · g3 alfiere del nero · h3 pedone del bianco · c2 pedone del bianco · d2 pedone del bianco · e2 pedone del bianco · g2 torre del nero · d1 donna del nero | b8 re del bianco · b7 cavallo del nero · f7 pedone del nero · a6 pedone del nero · c6 donna del bianco · d6 pedone del bianco · h6 cavallo del bianco · a5 pedone del nero · e5 re del nero · f5 pedone del bianco · g5 alfiere del bianco · d4 pedone del nero · h4 pedone del bianco · b3 cavallo del bianco · g3 alfiere del nero · h3 pedone del bianco · c2 pedone del bianco · d2 pedone del bianco · e2 pedone del bianco · g2 torre del nero · d1 donna del nero | b8 re del bianco · b7 cavallo del nero · f7 pedone del nero · a6 pedone del nero · c6 donna del bianco · d6 pedone del bianco · h6 cavallo del bianco · a5 pedone del nero · e5 re del nero · f5 pedone del bianco · g5 alfiere del bianco · d4 pedone del nero · h4 pedone del bianco · b3 cavallo del bianco · g3 alfiere del nero · h3 pedone del bianco · c2 pedone del bianco · d2 pedone del bianco · e2 pedone del bianco · g2 torre del nero · d1 donna del nero | b8 re del bianco · b7 cavallo del nero · f7 pedone del nero · a6 pedone del nero · c6 donna del bianco · d6 pedone del bianco · h6 cavallo del bianco · a5 pedone del nero · e5 re del nero · f5 pedone del bianco · g5 alfiere del bianco · d4 pedone del nero · h4 pedone del bianco · b3 cavallo del bianco · g3 alfiere del nero · h3 pedone del bianco · c2 pedone del bianco · d2 pedone del bianco · e2 pedone del bianco · g2 torre del nero · d1 donna del nero | b8 re del bianco · b7 cavallo del nero · f7 pedone del nero · a6 pedone del nero · c6 donna del bianco · d6 pedone del bianco · h6 cavallo del bianco · a5 pedone del nero · e5 re del nero · f5 pedone del bianco · g5 alfiere del bianco · d4 pedone del nero · h4 pedone del bianco · b3 cavallo del bianco · g3 alfiere del nero · h3 pedone del bianco · c2 pedone del bianco · d2 pedone del bianco · e2 pedone del bianco · g2 torre del nero · d1 donna del nero | b8 re del bianco · b7 cavallo del nero · f7 pedone del nero · a6 pedone del nero · c6 donna del bianco · d6 pedone del bianco · h6 cavallo del bianco · a5 pedone del nero · e5 re del nero · f5 pedone del bianco · g5 alfiere del bianco · d4 pedone del nero · h4 pedone del bianco · b3 cavallo del bianco · g3 alfiere del nero · h3 pedone del bianco · c2 pedone del bianco · d2 pedone del bianco · e2 pedone del bianco · g2 torre del nero · d1 donna del nero | 8 |
| 7 | b8 re del bianco · b7 cavallo del nero · f7 pedone del nero · a6 pedone del nero · c6 donna del bianco · d6 pedone del bianco · h6 cavallo del bianco · a5 pedone del nero · e5 re del nero · f5 pedone del bianco · g5 alfiere del bianco · d4 pedone del nero · h4 pedone del bianco · b3 cavallo del bianco · g3 alfiere del nero · h3 pedone del bianco · c2 pedone del bianco · d2 pedone del bianco · e2 pedone del bianco · g2 torre del nero · d1 donna del nero | b8 re del bianco · b7 cavallo del nero · f7 pedone del nero · a6 pedone del nero · c6 donna del bianco · d6 pedone del bianco · h6 cavallo del bianco · a5 pedone del nero · e5 re del nero · f5 pedone del bianco · g5 alfiere del bianco · d4 pedone del nero · h4 pedone del bianco · b3 cavallo del bianco · g3 alfiere del nero · h3 pedone del bianco · c2 pedone del bianco · d2 pedone del bianco · e2 pedone del bianco · g2 torre del nero · d1 donna del nero | b8 re del bianco · b7 cavallo del nero · f7 pedone del nero · a6 pedone del nero · c6 donna del bianco · d6 pedone del bianco · h6 cavallo del bianco · a5 pedone del nero · e5 re del nero · f5 pedone del bianco · g5 alfiere del bianco · d4 pedone del nero · h4 pedone del bianco · b3 cavallo del bianco · g3 alfiere del nero · h3 pedone del bianco · c2 pedone del bianco · d2 pedone del bianco · e2 pedone del bianco · g2 torre del nero · d1 donna del nero | b8 re del bianco · b7 cavallo del nero · f7 pedone del nero · a6 pedone del nero · c6 donna del bianco · d6 pedone del bianco · h6 cavallo del bianco · a5 pedone del nero · e5 re del nero · f5 pedone del bianco · g5 alfiere del bianco · d4 pedone del nero · h4 pedone del bianco · b3 cavallo del bianco · g3 alfiere del nero · h3 pedone del bianco · c2 pedone del bianco · d2 pedone del bianco · e2 pedone del bianco · g2 torre del nero · d1 donna del nero | b8 re del bianco · b7 cavallo del nero · f7 pedone del nero · a6 pedone del nero · c6 donna del bianco · d6 pedone del bianco · h6 cavallo del bianco · a5 pedone del nero · e5 re del nero · f5 pedone del bianco · g5 alfiere del bianco · d4 pedone del nero · h4 pedone del bianco · b3 cavallo del bianco · g3 alfiere del nero · h3 pedone del bianco · c2 pedone del bianco · d2 pedone del bianco · e2 pedone del bianco · g2 torre del nero · d1 donna del nero | b8 re del bianco · b7 cavallo del nero · f7 pedone del nero · a6 pedone del nero · c6 donna del bianco · d6 pedone del bianco · h6 cavallo del bianco · a5 pedone del nero · e5 re del nero · f5 pedone del bianco · g5 alfiere del bianco · d4 pedone del nero · h4 pedone del bianco · b3 cavallo del bianco · g3 alfiere del nero · h3 pedone del bianco · c2 pedone del bianco · d2 pedone del bianco · e2 pedone del bianco · g2 torre del nero · d1 donna del nero | b8 re del bianco · b7 cavallo del nero · f7 pedone del nero · a6 pedone del nero · c6 donna del bianco · d6 pedone del bianco · h6 cavallo del bianco · a5 pedone del nero · e5 re del nero · f5 pedone del bianco · g5 alfiere del bianco · d4 pedone del nero · h4 pedone del bianco · b3 cavallo del bianco · g3 alfiere del nero · h3 pedone del bianco · c2 pedone del bianco · d2 pedone del bianco · e2 pedone del bianco · g2 torre del nero · d1 donna del nero | b8 re del bianco · b7 cavallo del nero · f7 pedone del nero · a6 pedone del nero · c6 donna del bianco · d6 pedone del bianco · h6 cavallo del bianco · a5 pedone del nero · e5 re del nero · f5 pedone del bianco · g5 alfiere del bianco · d4 pedone del nero · h4 pedone del bianco · b3 cavallo del bianco · g3 alfiere del nero · h3 pedone del bianco · c2 pedone del bianco · d2 pedone del bianco · e2 pedone del bianco · g2 torre del nero · d1 donna del nero | 7 |
| 6 | b8 re del bianco · b7 cavallo del nero · f7 pedone del nero · a6 pedone del nero · c6 donna del bianco · d6 pedone del bianco · h6 cavallo del bianco · a5 pedone del nero · e5 re del nero · f5 pedone del bianco · g5 alfiere del bianco · d4 pedone del nero · h4 pedone del bianco · b3 cavallo del bianco · g3 alfiere del nero · h3 pedone del bianco · c2 pedone del bianco · d2 pedone del bianco · e2 pedone del bianco · g2 torre del nero · d1 donna del nero | b8 re del bianco · b7 cavallo del nero · f7 pedone del nero · a6 pedone del nero · c6 donna del bianco · d6 pedone del bianco · h6 cavallo del bianco · a5 pedone del nero · e5 re del nero · f5 pedone del bianco · g5 alfiere del bianco · d4 pedone del nero · h4 pedone del bianco · b3 cavallo del bianco · g3 alfiere del nero · h3 pedone del bianco · c2 pedone del bianco · d2 pedone del bianco · e2 pedone del bianco · g2 torre del nero · d1 donna del nero | b8 re del bianco · b7 cavallo del nero · f7 pedone del nero · a6 pedone del nero · c6 donna del bianco · d6 pedone del bianco · h6 cavallo del bianco · a5 pedone del nero · e5 re del nero · f5 pedone del bianco · g5 alfiere del bianco · d4 pedone del nero · h4 pedone del bianco · b3 cavallo del bianco · g3 alfiere del nero · h3 pedone del bianco · c2 pedone del bianco · d2 pedone del bianco · e2 pedone del bianco · g2 torre del nero · d1 donna del nero | b8 re del bianco · b7 cavallo del nero · f7 pedone del nero · a6 pedone del nero · c6 donna del bianco · d6 pedone del bianco · h6 cavallo del bianco · a5 pedone del nero · e5 re del nero · f5 pedone del bianco · g5 alfiere del bianco · d4 pedone del nero · h4 pedone del bianco · b3 cavallo del bianco · g3 alfiere del nero · h3 pedone del bianco · c2 pedone del bianco · d2 pedone del bianco · e2 pedone del bianco · g2 torre del nero · d1 donna del nero | b8 re del bianco · b7 cavallo del nero · f7 pedone del nero · a6 pedone del nero · c6 donna del bianco · d6 pedone del bianco · h6 cavallo del bianco · a5 pedone del nero · e5 re del nero · f5 pedone del bianco · g5 alfiere del bianco · d4 pedone del nero · h4 pedone del bianco · b3 cavallo del bianco · g3 alfiere del nero · h3 pedone del bianco · c2 pedone del bianco · d2 pedone del bianco · e2 pedone del bianco · g2 torre del nero · d1 donna del nero | b8 re del bianco · b7 cavallo del nero · f7 pedone del nero · a6 pedone del nero · c6 donna del bianco · d6 pedone del bianco · h6 cavallo del bianco · a5 pedone del nero · e5 re del nero · f5 pedone del bianco · g5 alfiere del bianco · d4 pedone del nero · h4 pedone del bianco · b3 cavallo del bianco · g3 alfiere del nero · h3 pedone del bianco · c2 pedone del bianco · d2 pedone del bianco · e2 pedone del bianco · g2 torre del nero · d1 donna del nero | b8 re del bianco · b7 cavallo del nero · f7 pedone del nero · a6 pedone del nero · c6 donna del bianco · d6 pedone del bianco · h6 cavallo del bianco · a5 pedone del nero · e5 re del nero · f5 pedone del bianco · g5 alfiere del bianco · d4 pedone del nero · h4 pedone del bianco · b3 cavallo del bianco · g3 alfiere del nero · h3 pedone del bianco · c2 pedone del bianco · d2 pedone del bianco · e2 pedone del bianco · g2 torre del nero · d1 donna del nero | b8 re del bianco · b7 cavallo del nero · f7 pedone del nero · a6 pedone del nero · c6 donna del bianco · d6 pedone del bianco · h6 cavallo del bianco · a5 pedone del nero · e5 re del nero · f5 pedone del bianco · g5 alfiere del bianco · d4 pedone del nero · h4 pedone del bianco · b3 cavallo del bianco · g3 alfiere del nero · h3 pedone del bianco · c2 pedone del bianco · d2 pedone del bianco · e2 pedone del bianco · g2 torre del nero · d1 donna del nero | 6 |
| 5 | b8 re del bianco · b7 cavallo del nero · f7 pedone del nero · a6 pedone del nero · c6 donna del bianco · d6 pedone del bianco · h6 cavallo del bianco · a5 pedone del nero · e5 re del nero · f5 pedone del bianco · g5 alfiere del bianco · d4 pedone del nero · h4 pedone del bianco · b3 cavallo del bianco · g3 alfiere del nero · h3 pedone del bianco · c2 pedone del bianco · d2 pedone del bianco · e2 pedone del bianco · g2 torre del nero · d1 donna del nero | b8 re del bianco · b7 cavallo del nero · f7 pedone del nero · a6 pedone del nero · c6 donna del bianco · d6 pedone del bianco · h6 cavallo del bianco · a5 pedone del nero · e5 re del nero · f5 pedone del bianco · g5 alfiere del bianco · d4 pedone del nero · h4 pedone del bianco · b3 cavallo del bianco · g3 alfiere del nero · h3 pedone del bianco · c2 pedone del bianco · d2 pedone del bianco · e2 pedone del bianco · g2 torre del nero · d1 donna del nero | b8 re del bianco · b7 cavallo del nero · f7 pedone del nero · a6 pedone del nero · c6 donna del bianco · d6 pedone del bianco · h6 cavallo del bianco · a5 pedone del nero · e5 re del nero · f5 pedone del bianco · g5 alfiere del bianco · d4 pedone del nero · h4 pedone del bianco · b3 cavallo del bianco · g3 alfiere del nero · h3 pedone del bianco · c2 pedone del bianco · d2 pedone del bianco · e2 pedone del bianco · g2 torre del nero · d1 donna del nero | b8 re del bianco · b7 cavallo del nero · f7 pedone del nero · a6 pedone del nero · c6 donna del bianco · d6 pedone del bianco · h6 cavallo del bianco · a5 pedone del nero · e5 re del nero · f5 pedone del bianco · g5 alfiere del bianco · d4 pedone del nero · h4 pedone del bianco · b3 cavallo del bianco · g3 alfiere del nero · h3 pedone del bianco · c2 pedone del bianco · d2 pedone del bianco · e2 pedone del bianco · g2 torre del nero · d1 donna del nero | b8 re del bianco · b7 cavallo del nero · f7 pedone del nero · a6 pedone del nero · c6 donna del bianco · d6 pedone del bianco · h6 cavallo del bianco · a5 pedone del nero · e5 re del nero · f5 pedone del bianco · g5 alfiere del bianco · d4 pedone del nero · h4 pedone del bianco · b3 cavallo del bianco · g3 alfiere del nero · h3 pedone del bianco · c2 pedone del bianco · d2 pedone del bianco · e2 pedone del bianco · g2 torre del nero · d1 donna del nero | b8 re del bianco · b7 cavallo del nero · f7 pedone del nero · a6 pedone del nero · c6 donna del bianco · d6 pedone del bianco · h6 cavallo del bianco · a5 pedone del nero · e5 re del nero · f5 pedone del bianco · g5 alfiere del bianco · d4 pedone del nero · h4 pedone del bianco · b3 cavallo del bianco · g3 alfiere del nero · h3 pedone del bianco · c2 pedone del bianco · d2 pedone del bianco · e2 pedone del bianco · g2 torre del nero · d1 donna del nero | b8 re del bianco · b7 cavallo del nero · f7 pedone del nero · a6 pedone del nero · c6 donna del bianco · d6 pedone del bianco · h6 cavallo del bianco · a5 pedone del nero · e5 re del nero · f5 pedone del bianco · g5 alfiere del bianco · d4 pedone del nero · h4 pedone del bianco · b3 cavallo del bianco · g3 alfiere del nero · h3 pedone del bianco · c2 pedone del bianco · d2 pedone del bianco · e2 pedone del bianco · g2 torre del nero · d1 donna del nero | b8 re del bianco · b7 cavallo del nero · f7 pedone del nero · a6 pedone del nero · c6 donna del bianco · d6 pedone del bianco · h6 cavallo del bianco · a5 pedone del nero · e5 re del nero · f5 pedone del bianco · g5 alfiere del bianco · d4 pedone del nero · h4 pedone del bianco · b3 cavallo del bianco · g3 alfiere del nero · h3 pedone del bianco · c2 pedone del bianco · d2 pedone del bianco · e2 pedone del bianco · g2 torre del nero · d1 donna del nero | 5 |
| 4 | b8 re del bianco · b7 cavallo del nero · f7 pedone del nero · a6 pedone del nero · c6 donna del bianco · d6 pedone del bianco · h6 cavallo del bianco · a5 pedone del nero · e5 re del nero · f5 pedone del bianco · g5 alfiere del bianco · d4 pedone del nero · h4 pedone del bianco · b3 cavallo del bianco · g3 alfiere del nero · h3 pedone del bianco · c2 pedone del bianco · d2 pedone del bianco · e2 pedone del bianco · g2 torre del nero · d1 donna del nero | b8 re del bianco · b7 cavallo del nero · f7 pedone del nero · a6 pedone del nero · c6 donna del bianco · d6 pedone del bianco · h6 cavallo del bianco · a5 pedone del nero · e5 re del nero · f5 pedone del bianco · g5 alfiere del bianco · d4 pedone del nero · h4 pedone del bianco · b3 cavallo del bianco · g3 alfiere del nero · h3 pedone del bianco · c2 pedone del bianco · d2 pedone del bianco · e2 pedone del bianco · g2 torre del nero · d1 donna del nero | b8 re del bianco · b7 cavallo del nero · f7 pedone del nero · a6 pedone del nero · c6 donna del bianco · d6 pedone del bianco · h6 cavallo del bianco · a5 pedone del nero · e5 re del nero · f5 pedone del bianco · g5 alfiere del bianco · d4 pedone del nero · h4 pedone del bianco · b3 cavallo del bianco · g3 alfiere del nero · h3 pedone del bianco · c2 pedone del bianco · d2 pedone del bianco · e2 pedone del bianco · g2 torre del nero · d1 donna del nero | b8 re del bianco · b7 cavallo del nero · f7 pedone del nero · a6 pedone del nero · c6 donna del bianco · d6 pedone del bianco · h6 cavallo del bianco · a5 pedone del nero · e5 re del nero · f5 pedone del bianco · g5 alfiere del bianco · d4 pedone del nero · h4 pedone del bianco · b3 cavallo del bianco · g3 alfiere del nero · h3 pedone del bianco · c2 pedone del bianco · d2 pedone del bianco · e2 pedone del bianco · g2 torre del nero · d1 donna del nero | b8 re del bianco · b7 cavallo del nero · f7 pedone del nero · a6 pedone del nero · c6 donna del bianco · d6 pedone del bianco · h6 cavallo del bianco · a5 pedone del nero · e5 re del nero · f5 pedone del bianco · g5 alfiere del bianco · d4 pedone del nero · h4 pedone del bianco · b3 cavallo del bianco · g3 alfiere del nero · h3 pedone del bianco · c2 pedone del bianco · d2 pedone del bianco · e2 pedone del bianco · g2 torre del nero · d1 donna del nero | b8 re del bianco · b7 cavallo del nero · f7 pedone del nero · a6 pedone del nero · c6 donna del bianco · d6 pedone del bianco · h6 cavallo del bianco · a5 pedone del nero · e5 re del nero · f5 pedone del bianco · g5 alfiere del bianco · d4 pedone del nero · h4 pedone del bianco · b3 cavallo del bianco · g3 alfiere del nero · h3 pedone del bianco · c2 pedone del bianco · d2 pedone del bianco · e2 pedone del bianco · g2 torre del nero · d1 donna del nero | b8 re del bianco · b7 cavallo del nero · f7 pedone del nero · a6 pedone del nero · c6 donna del bianco · d6 pedone del bianco · h6 cavallo del bianco · a5 pedone del nero · e5 re del nero · f5 pedone del bianco · g5 alfiere del bianco · d4 pedone del nero · h4 pedone del bianco · b3 cavallo del bianco · g3 alfiere del nero · h3 pedone del bianco · c2 pedone del bianco · d2 pedone del bianco · e2 pedone del bianco · g2 torre del nero · d1 donna del nero | b8 re del bianco · b7 cavallo del nero · f7 pedone del nero · a6 pedone del nero · c6 donna del bianco · d6 pedone del bianco · h6 cavallo del bianco · a5 pedone del nero · e5 re del nero · f5 pedone del bianco · g5 alfiere del bianco · d4 pedone del nero · h4 pedone del bianco · b3 cavallo del bianco · g3 alfiere del nero · h3 pedone del bianco · c2 pedone del bianco · d2 pedone del bianco · e2 pedone del bianco · g2 torre del nero · d1 donna del nero | 4 |
| 3 | b8 re del bianco · b7 cavallo del nero · f7 pedone del nero · a6 pedone del nero · c6 donna del bianco · d6 pedone del bianco · h6 cavallo del bianco · a5 pedone del nero · e5 re del nero · f5 pedone del bianco · g5 alfiere del bianco · d4 pedone del nero · h4 pedone del bianco · b3 cavallo del bianco · g3 alfiere del nero · h3 pedone del bianco · c2 pedone del bianco · d2 pedone del bianco · e2 pedone del bianco · g2 torre del nero · d1 donna del nero | b8 re del bianco · b7 cavallo del nero · f7 pedone del nero · a6 pedone del nero · c6 donna del bianco · d6 pedone del bianco · h6 cavallo del bianco · a5 pedone del nero · e5 re del nero · f5 pedone del bianco · g5 alfiere del bianco · d4 pedone del nero · h4 pedone del bianco · b3 cavallo del bianco · g3 alfiere del nero · h3 pedone del bianco · c2 pedone del bianco · d2 pedone del bianco · e2 pedone del bianco · g2 torre del nero · d1 donna del nero | b8 re del bianco · b7 cavallo del nero · f7 pedone del nero · a6 pedone del nero · c6 donna del bianco · d6 pedone del bianco · h6 cavallo del bianco · a5 pedone del nero · e5 re del nero · f5 pedone del bianco · g5 alfiere del bianco · d4 pedone del nero · h4 pedone del bianco · b3 cavallo del bianco · g3 alfiere del nero · h3 pedone del bianco · c2 pedone del bianco · d2 pedone del bianco · e2 pedone del bianco · g2 torre del nero · d1 donna del nero | b8 re del bianco · b7 cavallo del nero · f7 pedone del nero · a6 pedone del nero · c6 donna del bianco · d6 pedone del bianco · h6 cavallo del bianco · a5 pedone del nero · e5 re del nero · f5 pedone del bianco · g5 alfiere del bianco · d4 pedone del nero · h4 pedone del bianco · b3 cavallo del bianco · g3 alfiere del nero · h3 pedone del bianco · c2 pedone del bianco · d2 pedone del bianco · e2 pedone del bianco · g2 torre del nero · d1 donna del nero | b8 re del bianco · b7 cavallo del nero · f7 pedone del nero · a6 pedone del nero · c6 donna del bianco · d6 pedone del bianco · h6 cavallo del bianco · a5 pedone del nero · e5 re del nero · f5 pedone del bianco · g5 alfiere del bianco · d4 pedone del nero · h4 pedone del bianco · b3 cavallo del bianco · g3 alfiere del nero · h3 pedone del bianco · c2 pedone del bianco · d2 pedone del bianco · e2 pedone del bianco · g2 torre del nero · d1 donna del nero | b8 re del bianco · b7 cavallo del nero · f7 pedone del nero · a6 pedone del nero · c6 donna del bianco · d6 pedone del bianco · h6 cavallo del bianco · a5 pedone del nero · e5 re del nero · f5 pedone del bianco · g5 alfiere del bianco · d4 pedone del nero · h4 pedone del bianco · b3 cavallo del bianco · g3 alfiere del nero · h3 pedone del bianco · c2 pedone del bianco · d2 pedone del bianco · e2 pedone del bianco · g2 torre del nero · d1 donna del nero | b8 re del bianco · b7 cavallo del nero · f7 pedone del nero · a6 pedone del nero · c6 donna del bianco · d6 pedone del bianco · h6 cavallo del bianco · a5 pedone del nero · e5 re del nero · f5 pedone del bianco · g5 alfiere del bianco · d4 pedone del nero · h4 pedone del bianco · b3 cavallo del bianco · g3 alfiere del nero · h3 pedone del bianco · c2 pedone del bianco · d2 pedone del bianco · e2 pedone del bianco · g2 torre del nero · d1 donna del nero | b8 re del bianco · b7 cavallo del nero · f7 pedone del nero · a6 pedone del nero · c6 donna del bianco · d6 pedone del bianco · h6 cavallo del bianco · a5 pedone del nero · e5 re del nero · f5 pedone del bianco · g5 alfiere del bianco · d4 pedone del nero · h4 pedone del bianco · b3 cavallo del bianco · g3 alfiere del nero · h3 pedone del bianco · c2 pedone del bianco · d2 pedone del bianco · e2 pedone del bianco · g2 torre del nero · d1 donna del nero | 3 |
| 2 | b8 re del bianco · b7 cavallo del nero · f7 pedone del nero · a6 pedone del nero · c6 donna del bianco · d6 pedone del bianco · h6 cavallo del bianco · a5 pedone del nero · e5 re del nero · f5 pedone del bianco · g5 alfiere del bianco · d4 pedone del nero · h4 pedone del bianco · b3 cavallo del bianco · g3 alfiere del nero · h3 pedone del bianco · c2 pedone del bianco · d2 pedone del bianco · e2 pedone del bianco · g2 torre del nero · d1 donna del nero | b8 re del bianco · b7 cavallo del nero · f7 pedone del nero · a6 pedone del nero · c6 donna del bianco · d6 pedone del bianco · h6 cavallo del bianco · a5 pedone del nero · e5 re del nero · f5 pedone del bianco · g5 alfiere del bianco · d4 pedone del nero · h4 pedone del bianco · b3 cavallo del bianco · g3 alfiere del nero · h3 pedone del bianco · c2 pedone del bianco · d2 pedone del bianco · e2 pedone del bianco · g2 torre del nero · d1 donna del nero | b8 re del bianco · b7 cavallo del nero · f7 pedone del nero · a6 pedone del nero · c6 donna del bianco · d6 pedone del bianco · h6 cavallo del bianco · a5 pedone del nero · e5 re del nero · f5 pedone del bianco · g5 alfiere del bianco · d4 pedone del nero · h4 pedone del bianco · b3 cavallo del bianco · g3 alfiere del nero · h3 pedone del bianco · c2 pedone del bianco · d2 pedone del bianco · e2 pedone del bianco · g2 torre del nero · d1 donna del nero | b8 re del bianco · b7 cavallo del nero · f7 pedone del nero · a6 pedone del nero · c6 donna del bianco · d6 pedone del bianco · h6 cavallo del bianco · a5 pedone del nero · e5 re del nero · f5 pedone del bianco · g5 alfiere del bianco · d4 pedone del nero · h4 pedone del bianco · b3 cavallo del bianco · g3 alfiere del nero · h3 pedone del bianco · c2 pedone del bianco · d2 pedone del bianco · e2 pedone del bianco · g2 torre del nero · d1 donna del nero | b8 re del bianco · b7 cavallo del nero · f7 pedone del nero · a6 pedone del nero · c6 donna del bianco · d6 pedone del bianco · h6 cavallo del bianco · a5 pedone del nero · e5 re del nero · f5 pedone del bianco · g5 alfiere del bianco · d4 pedone del nero · h4 pedone del bianco · b3 cavallo del bianco · g3 alfiere del nero · h3 pedone del bianco · c2 pedone del bianco · d2 pedone del bianco · e2 pedone del bianco · g2 torre del nero · d1 donna del nero | b8 re del bianco · b7 cavallo del nero · f7 pedone del nero · a6 pedone del nero · c6 donna del bianco · d6 pedone del bianco · h6 cavallo del bianco · a5 pedone del nero · e5 re del nero · f5 pedone del bianco · g5 alfiere del bianco · d4 pedone del nero · h4 pedone del bianco · b3 cavallo del bianco · g3 alfiere del nero · h3 pedone del bianco · c2 pedone del bianco · d2 pedone del bianco · e2 pedone del bianco · g2 torre del nero · d1 donna del nero | b8 re del bianco · b7 cavallo del nero · f7 pedone del nero · a6 pedone del nero · c6 donna del bianco · d6 pedone del bianco · h6 cavallo del bianco · a5 pedone del nero · e5 re del nero · f5 pedone del bianco · g5 alfiere del bianco · d4 pedone del nero · h4 pedone del bianco · b3 cavallo del bianco · g3 alfiere del nero · h3 pedone del bianco · c2 pedone del bianco · d2 pedone del bianco · e2 pedone del bianco · g2 torre del nero · d1 donna del nero | b8 re del bianco · b7 cavallo del nero · f7 pedone del nero · a6 pedone del nero · c6 donna del bianco · d6 pedone del bianco · h6 cavallo del bianco · a5 pedone del nero · e5 re del nero · f5 pedone del bianco · g5 alfiere del bianco · d4 pedone del nero · h4 pedone del bianco · b3 cavallo del bianco · g3 alfiere del nero · h3 pedone del bianco · c2 pedone del bianco · d2 pedone del bianco · e2 pedone del bianco · g2 torre del nero · d1 donna del nero | 2 |
| 1 | b8 re del bianco · b7 cavallo del nero · f7 pedone del nero · a6 pedone del nero · c6 donna del bianco · d6 pedone del bianco · h6 cavallo del bianco · a5 pedone del nero · e5 re del nero · f5 pedone del bianco · g5 alfiere del bianco · d4 pedone del nero · h4 pedone del bianco · b3 cavallo del bianco · g3 alfiere del nero · h3 pedone del bianco · c2 pedone del bianco · d2 pedone del bianco · e2 pedone del bianco · g2 torre del nero · d1 donna del nero | b8 re del bianco · b7 cavallo del nero · f7 pedone del nero · a6 pedone del nero · c6 donna del bianco · d6 pedone del bianco · h6 cavallo del bianco · a5 pedone del nero · e5 re del nero · f5 pedone del bianco · g5 alfiere del bianco · d4 pedone del nero · h4 pedone del bianco · b3 cavallo del bianco · g3 alfiere del nero · h3 pedone del bianco · c2 pedone del bianco · d2 pedone del bianco · e2 pedone del bianco · g2 torre del nero · d1 donna del nero | b8 re del bianco · b7 cavallo del nero · f7 pedone del nero · a6 pedone del nero · c6 donna del bianco · d6 pedone del bianco · h6 cavallo del bianco · a5 pedone del nero · e5 re del nero · f5 pedone del bianco · g5 alfiere del bianco · d4 pedone del nero · h4 pedone del bianco · b3 cavallo del bianco · g3 alfiere del nero · h3 pedone del bianco · c2 pedone del bianco · d2 pedone del bianco · e2 pedone del bianco · g2 torre del nero · d1 donna del nero | b8 re del bianco · b7 cavallo del nero · f7 pedone del nero · a6 pedone del nero · c6 donna del bianco · d6 pedone del bianco · h6 cavallo del bianco · a5 pedone del nero · e5 re del nero · f5 pedone del bianco · g5 alfiere del bianco · d4 pedone del nero · h4 pedone del bianco · b3 cavallo del bianco · g3 alfiere del nero · h3 pedone del bianco · c2 pedone del bianco · d2 pedone del bianco · e2 pedone del bianco · g2 torre del nero · d1 donna del nero | b8 re del bianco · b7 cavallo del nero · f7 pedone del nero · a6 pedone del nero · c6 donna del bianco · d6 pedone del bianco · h6 cavallo del bianco · a5 pedone del nero · e5 re del nero · f5 pedone del bianco · g5 alfiere del bianco · d4 pedone del nero · h4 pedone del bianco · b3 cavallo del bianco · g3 alfiere del nero · h3 pedone del bianco · c2 pedone del bianco · d2 pedone del bianco · e2 pedone del bianco · g2 torre del nero · d1 donna del nero | b8 re del bianco · b7 cavallo del nero · f7 pedone del nero · a6 pedone del nero · c6 donna del bianco · d6 pedone del bianco · h6 cavallo del bianco · a5 pedone del nero · e5 re del nero · f5 pedone del bianco · g5 alfiere del bianco · d4 pedone del nero · h4 pedone del bianco · b3 cavallo del bianco · g3 alfiere del nero · h3 pedone del bianco · c2 pedone del bianco · d2 pedone del bianco · e2 pedone del bianco · g2 torre del nero · d1 donna del nero | b8 re del bianco · b7 cavallo del nero · f7 pedone del nero · a6 pedone del nero · c6 donna del bianco · d6 pedone del bianco · h6 cavallo del bianco · a5 pedone del nero · e5 re del nero · f5 pedone del bianco · g5 alfiere del bianco · d4 pedone del nero · h4 pedone del bianco · b3 cavallo del bianco · g3 alfiere del nero · h3 pedone del bianco · c2 pedone del bianco · d2 pedone del bianco · e2 pedone del bianco · g2 torre del nero · d1 donna del nero | b8 re del bianco · b7 cavallo del nero · f7 pedone del nero · a6 pedone del nero · c6 donna del bianco · d6 pedone del bianco · h6 cavallo del bianco · a5 pedone del nero · e5 re del nero · f5 pedone del bianco · g5 alfiere del bianco · d4 pedone del nero · h4 pedone del bianco · b3 cavallo del bianco · g3 alfiere del nero · h3 pedone del bianco · c2 pedone del bianco · d2 pedone del bianco · e2 pedone del bianco · g2 torre del nero · d1 donna del nero | 1 |
|   | a | b | c | d | e | f | g | h |   |

Soluzione:
1. h5!  (min. 2. Cxf7+ Rxf5 3. Cxd4#)
1... Da1  2. c4 ...  3. Dd5#

  (2... dxc3 ep. 3. d4#)

1... Dxd2  2. Cxd2 ...  3. Cf3#/Cc4#

  (2... Tf2 3. Cc4#; 2... d3 3. Cf3#)

1... Dg1  2. e4 ...  3. Cg4#/Cxf7#/Dd5#